# Всехсвятская церковь (Приозерск)
Церковь в честь Всех Святых — православный храм в городе Приозерске. С 1990 года является подворьем Валаамского монастыря.

## История
Кладбищенский храм в Кексгольме, входящем в тот период в состав Великого княжества Финляндского, был построен на средства купеческой дочери Евдокии (Авдотьи) Васильевны Андреевой (1800—1872), завещавшей на строительство и содержание храма сумму в 26 тыс. рублей. Несмотря на судебный процесс со стороны брата покойной Феодора Андреева, 17 декабря 1874 года завещание было окончательно узаконено на заседании Санкт-Петербургского городского суда.
Первый проект храма был выполнен по заказу кексгольмского губернатора Мартина Стениуса архитектором Франсом Шёстрёмом, но отклонён Святейшим Синодом. Второй проект был выполнен архитектором Юханом Якобом Аренбергом. 23 апреля 1890 года обер-прокурор Синода К. П. Победоносцев утвердил проект и в 1892 году церковь из красного кирпича в неорусском стиле была построена, а 2 июня 1894 года освящена архиепископом Финляндским Антонием (Вадковским).
До 1939 году храм входил в состав Кякисалменского православного прихода Карельской архиепископии Константинопольского патриархата, но в ходе советско-финской войны (1939—1940) оказался на территории Советской Карелии и весной 1940 года был закрыт.
В ходе советско-финской войны 1941—1944 годов Кякисалми был занят финскими войсками и деятельность церкви в период военного времени была восстановлена. Однако, произошедший в 1943 году пожар уничтожил большую часть городских строений, включая и церковь, а в 1944 году по условиям мирного соглашения Карельский перешеек отошёл Советскому Союзу.
В советский период церковь использовалась как склад для хранения газовых баллонов. Взрыв, произошедший в 1980-х годах в связи с утечкой газа, разрушил кровлю и некоторые части храма.
В 1989 году в полуразрушенном состоянии храм был передан Русской православной церкви для учреждения при храме подворья Валаамского монастыря. В реставрации храма принимало участие Финское православное молодёжное общество (фин. Suomen Ortodoksisten Nuorten Liitto).

## Настоятели
- игумен Сергий (Булатников) (1989—1991)
- игумен Фотий (Бегаль)[вд] (3 июня 1991 — март 2022)
- иерей Иоанн Грицаюк (со 2 марта 2022) и. о.